# Municipio de Chilón
El municipio de Chilón es uno de los 124 municipios en que se encuentra dividido el estado mexicano de Chiapas. Se encuentra al noreste del estado y su cabecera es la población de Chilón.

## Toponimia
El vocablo Chilón proviene del tseltal chilum qué significa para algunos tierra de pitas y para otros tierra dulce. 
De acuerdo a las tradiciones orales, Chilum es "Tierra Dulce", por la tierra y no por el producto de la Tierra. Se cuenta que existe una especie de barro agridulce en la cabecera municipal y en algunas comunidades, que se utiliza en muchas ocasiones como medicina. 
Vicente Pineda en 1878, define a chilón con el nombre de Chiilum (con doble ii) : chii "dulce" y lun "tierra", qué significa tierra dulce.

## Geografía
El municipio de Chilón se encuentra localizado en el noreste del estado de Chiapas. 
Tiene una superficie aproximada de 1680 km² e integra la región socioeconómica XIV Tulijá Tseltal Chol.

Sus coordenadas geográficas extremas son 92°24'08.28" W, 91°38'52.44" W de longitud oeste y 16°56'12.12" N  17°16'38.28" N de latitud norte.
Limita al noreste con el municipio de Palenque, al noroeste con el municipio de Tumbalá, al norte con el municipio de Salto de Agua, al oeste con el municipio de Yajalón, al sureste con el municipio de Ocosingo y al suroeste con los municipios de Pantelhó, San Juan Cancuc y Sitalá.
Según la clasificación climática de Köppen, el clima corresponde al tipo Am - Tropical monzónico.

### Hidrografía
Chilón se encuentra en la región hidrológica Grijalva-usumacinta RH-30, es la más importante y está formada por seis cuencas. El territorio de chilón pertenece a la Cuenca Río Grijalva- Villahermosa (RH-30D río Tulija) abarcando la parte centro y Norte del municipio; el resto pertenece a la cuenca del Río lacantun (RH-30 G río Jatate) y está al sur del municipio.
En el municipio se encuentran los siguientes Ríos: San José Sierra Nevada y San José patbashil forma en el río najchejep que se une con el yulúmut y chanoa que nace en chenuch. Estos ríos forman el río de chilón que pasa por la cabecera municipal. Este se une con el río sactama que lo formen río nacic y el río seco, estos Ríos continúan con el nombre de los ríos las palomas y forman las cascadas de Río azul o también llamadas las delicias que se unen con los ríos que vienen de bachajón y poquil uniéndose al final con el río Cantela. 
El río cantela nace en las montañas del Carmen cerca de Cacuala tomando el nombre de cantela, al llegar a esta comunidad; posteriormente, pasa en las comunidades de coristic, chich , tomando el rumbo al río Juárez que viene y yajalón y más abajo toma el nombre del Río shumula en el municipio de tumbalá.

### Clima
La temperatura, la presión atmosférica, los vientos y la humedad, además de la altitud, latitud y la vegetación son factores que determinan el clima de cada lugar. Sobre la base de lo anterior, se puede decir que el clima del municipio varía según la altitud, siendo cálido a menos 1000 metros de altitud, semicálido entre 1000 y 2000 metros. En ambos casos es húmedo, con lluvia en la mayor parte del año, favoreciendo la existencia de selvas y bosques al lado de terreno de cultivos y pastizales. La precipitación fluvial es de 1630 mililitros anuales. Los meses más calurosos son abril y mayo, también son importantes las ondas frías de diciembre y enero.

## Demografía
De acuerdo a los resultados del Censo de Población y Vivienda de 2020 realizado por el Instituto Nacional de Estadística y Geografía, la población total del municipio es de 137 262 habitantes, lo que representa un crecimiento promedio de 2.1% anual en el período 2010-2020 sobre la base de los 111 554 habitantes registrados en el censo anterior. Al año 2020 la densidad del municipio era de 81,72 hab/km².
| Gráfica de evolución demográfica de Municipio de Chilón entre 2000 y 2020 |
|                                                                           |
| Fuente: Instituto Nacional de Estadística Geografía e Informática         |

El 49% de los habitantes eran hombres y el 51% eran mujeres. El 73.4% de los habitantes mayores de 15 años (59 074 personas) estaba alfabetizado. Prácticamente la totalidad de la población, (133 849 personas), es indígena.
En el año 2010 estaba clasificado como un municipio de grado muy alto de vulnerabilidad social, con el 70.57% de su población en estado de pobreza extrema. Según los datos obtenidos en el censo de 2020, la situación de pobreza extrema afectaba al 53.2% de la población (72 029 personas).

### Localidades
En el censo de 2020 el municipio de Chilón contaba con 687 localidades.
| Código INEGI      | Localidad            | Población (2020) |
| ----------------- | -------------------- | ---------------- |
| 070310001         | Chilón               | 8 982            |
| 070310009         | Bachajón             | 6 677            |
| 070310084         | Guaquitepec          | 3 511            |
| 070310439         | Tzajalá              | 2 882            |
| 070310276         | Alán-Sac'Jún         | 1 782            |
| 070310603         | San Jerónimo Tulijá  | 1 763            |
| 070310216         | Tacuba Nueva         | 1 581            |
| 070310575         | San Antonio Bulujib  | 1 522            |
| 070310468         | El Mango             | 1 483            |
| 070310103         | Tzobojitle Jotoaquil | 1 362            |
| 070310101         | Jol Sacún            | 1 280            |
| 070310636         | Santiago Pojcol      | 1 240            |
| 070310581         | San José Pathuitz    | 1 233            |
| 070310635         | Chiquinival          | 1 176            |
| 070310007         | Aurora Grande        | 1 161            |
| 070310120         | Mequeja              | 1 148            |
| 070310094         | Joybé                | 1 124            |
| 070310335         | Sacún Cubwitz        | 1 110            |
| 070310925         | Carmen Saquilá       | 1 091            |
| 070310619         | El Carmen            | 1 085            |
| Otras localidades | Otras localidades    | 94 069           |
| Total municipal   | Total municipal      | 137 262          |

## Política

### Gobierno comunitario

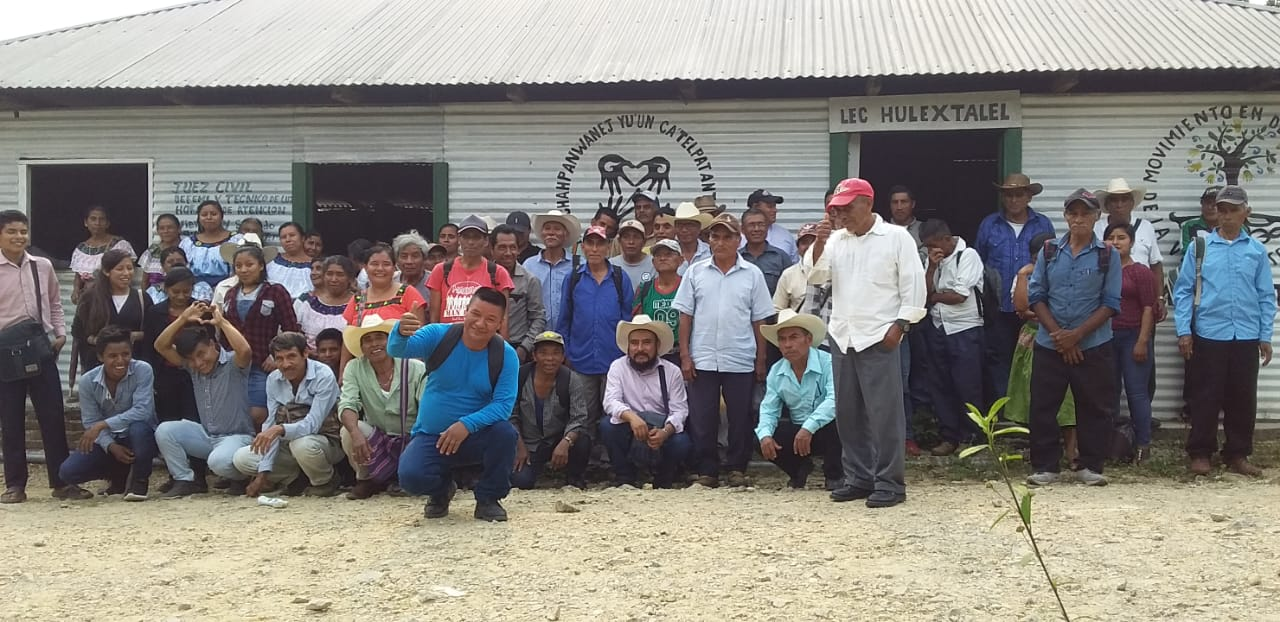
Gobierno comunitario de Chilón

El gobierno comunitario de Chilón busca, a través de la organización y autonomía, su representación popular a través de sus usos y costumbres: alejada del sistema de partidos políticos. En dicha iniciativa se encuentran representantes de cada una de las 138 comunidades que integran el municipio tseltal. La intención explícita del gobierno comunitario es buscar el buen vivir (Lekil Kuxlejal). 
En dicha organización, actualmente existen once centros de atención ubicadas en: Bachajón, Chilón, Ch´ich, Cub wits Sacjun, Chic-actic, Guaquitepec, Jet já, Lázaro Cárdenas, Sacjun, San Jerónimo T´ulil ja, San Antonio Bulujib y Pamanabil.  
Indígenas tseltales de este municipio y sus vecinos del municipio de Sitalá, se organizaron para hacer frente a problemas sociales, y buscar alternativas políticas organizativas contemporáneas, diferentes al sistema de partidos políticos.
En 2015, los tseltales amparados en el andamiaje del derecho internacional y las leyes nacionales que reconocen al sistema normativo indígena, empezaron a formar grupos llamados “comisiones para la autonomía.
Inspirados también en los procesos de los indígenas de Cherán, Michoacán, en noviembre de 2017 solicitaron formalmente al órgano electoral de Chiapas (Instituto de Elecciones y Participación Ciudadana, IEPC) el reconocimiento del derecho a la libre determinación de sus pueblos, a través de la celebración de elecciones de sus autoridades por el sistema normativo indígena.
En 2019 el IEPC inició el proceso de análisis y reconocimiento con un primer paso, que es la certificación de que en esos municipios tienen una población mayormente indígena y por ello tienen derecho a la libre determinación y nombramiento de sus autoridades por este sistema.

### Representación legislativa
Para la elección de diputados locales al Congreso de Chiapas y de diputados federales a la Cámara de Diputados federal, el municipio de Ocosingo se encuentra integrado en los siguientes distritos electorales:
Local:
- Distrito electoral local de 4 de Chiapas con cabecera en Yajalón.[19]

Federal:
- Distrito electoral federal 3 de Chiapas con cabecera en Ocosingo.[20]